# Серрана (актриса)
Серрана Муньос, более известная как Серрана (исп. Serrana Muñoz, mas conocido como Serrana) (?, Мексика) — мексиканская актриса.

## Биография
Родилась в Мексике. Судьба свела её с ТВ-кинематографом благодаря актёру Марсело Буке, который взял её с собой на съёмки сериала Просто Мария, где он играл роль Доктора Фернандо Торреса. Режиссёр-постановщик Беатрис Шеридан, взглянув на немного стервозную внешность Серраны тут же без проб утвердила её на роль Сулеймы, девицу лёгкого поведения, которая устраивает ловушку Виктору Каррено. После данного успеха, супругов стали узнавать на улице и брать у обоих автографы. Последним сериалом с её участием является Мечтательницы (1998-99), после которого актриса решает покинуть кинематограф. В России актриса является известной и популярной актрисой, из-за того, что 3 сериала с успехом прошли у нас — Просто Мария (Сулейма), Маримар (Алина) и Марисоль (Тереса).

## Личная жизнь
Серрана вышла замуж за секс-символа Мексики, актёра Марсело Буке, родила ему 2 детей, однако личная жизнь у них не сложилась по причине тяжёлой занятости Марсело Буке на съёмочной площадке. После развода, в 1998 году, Серрана решает покинуть съёмочную площадку навсегда. Творческая биография Серраны после 1998 года и её личная жизнь — неизвестны.

## Фильмография

### СериалыTelevisa
- 1989 — Белые ангелы — Марта.
- 1989-90 — Просто Мария — Сулейма (дубл. Екатерина Васильева).
- 1991 — Девчушки — Патрисия.
- 1992 — Ангелы без рая — Марта Галисия Кифуэнтес.
- 1994 — Маримар — Алина.
- 1996 — Марисоль — Тереса.
- 1997 — У души нет цвета — Моника.
- 1998 — Живу ради Елены — Иоланда.
- 1998-99 — Мечтательницы — Патрисия.